# Clamouse
Die Clamouse ist ein Fluss in Frankreich, der im Département Lozère in der Region Okzitanien verläuft. Sie entspringt unter dem Namen Ruisseau des Moulins im Gemeindegebiet von Montbel, entwässert generell Richtung Nordnordost durch ein dünn besiedeltes Gebiet und mündet nach rund 20 Kilometern im Gemeindegebiet von Chastanier als rechter Nebenfluss in den Chapeauroux.

## Orte am Fluss
(Reihenfolge in Fließrichtung)
- Boissanfeuille, Gemeinde Chaudeyrac
- Chaudeyrac
- Chastanier